# Arzneimittelbehörde
Eine Arzneimittelbehörde ist eine staatliche Institution. Ihre Aufgabe liegt in der hoheitlichen Anwendung und Umsetzung des Arzneimittelrechtes zum Schutz der öffentlichen Gesundheit.
Arzneimittelbehörden sind insbesondere zuständig für die Arzneimittelzulassung, für die Überwachung der Arzneimittelherstellung im Sinne der GMP, für die Genehmigung und Überwachung von klinischen Studien im Sinne der GCP, für die Arzneimittelsicherheit, teilweise sogar für die Chargenfreigabe einzelner Arzneimittel wie zum Beispiel Impfstoffe.
In den letzten Jahren wurden in vielen Ländern Arzneimittelbehörden in Agenturen umgewandelt.

## Ausgewählte Beispiele

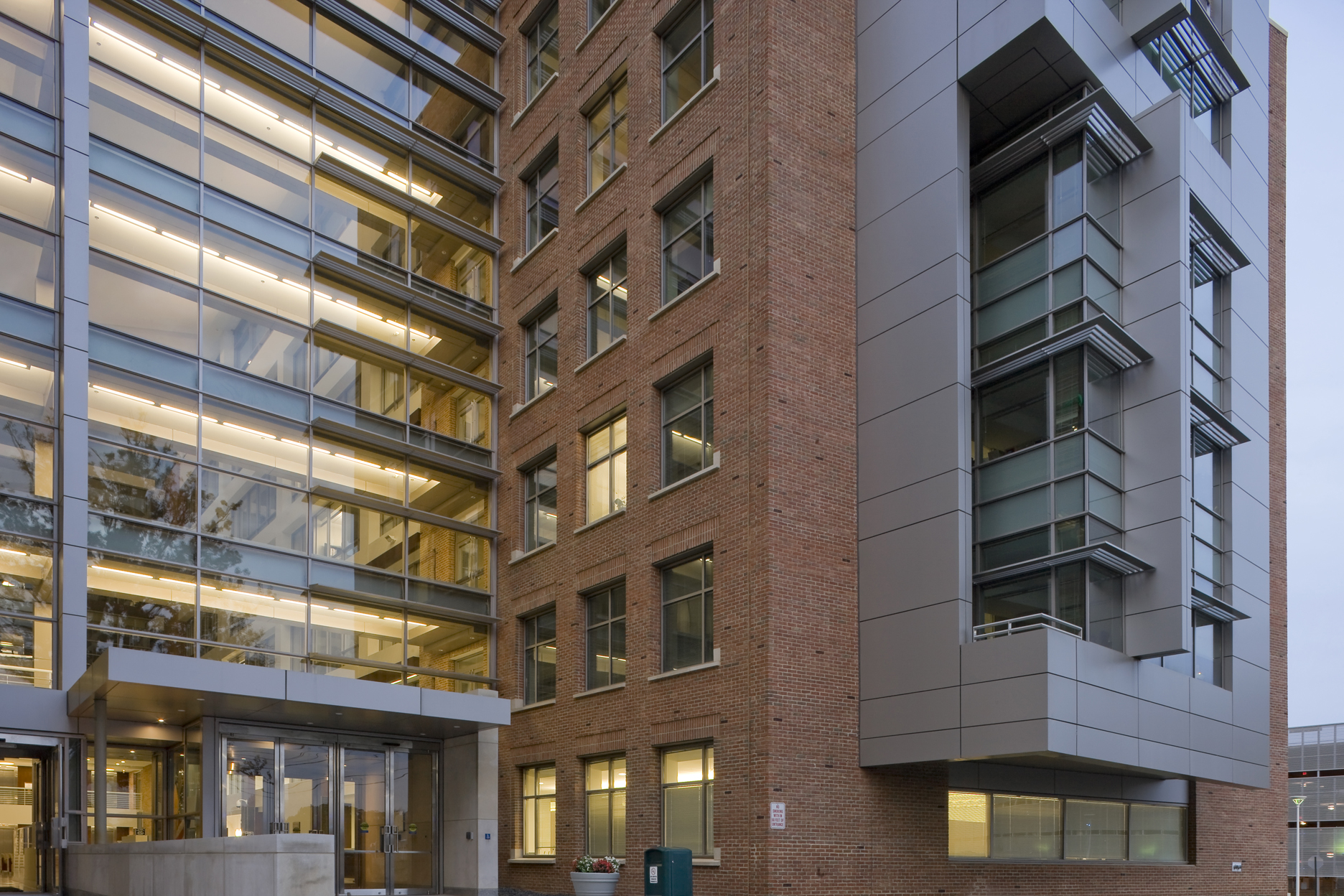
Center for Drug Evaluation and Research der US-FDA in Silver Spring (USA)

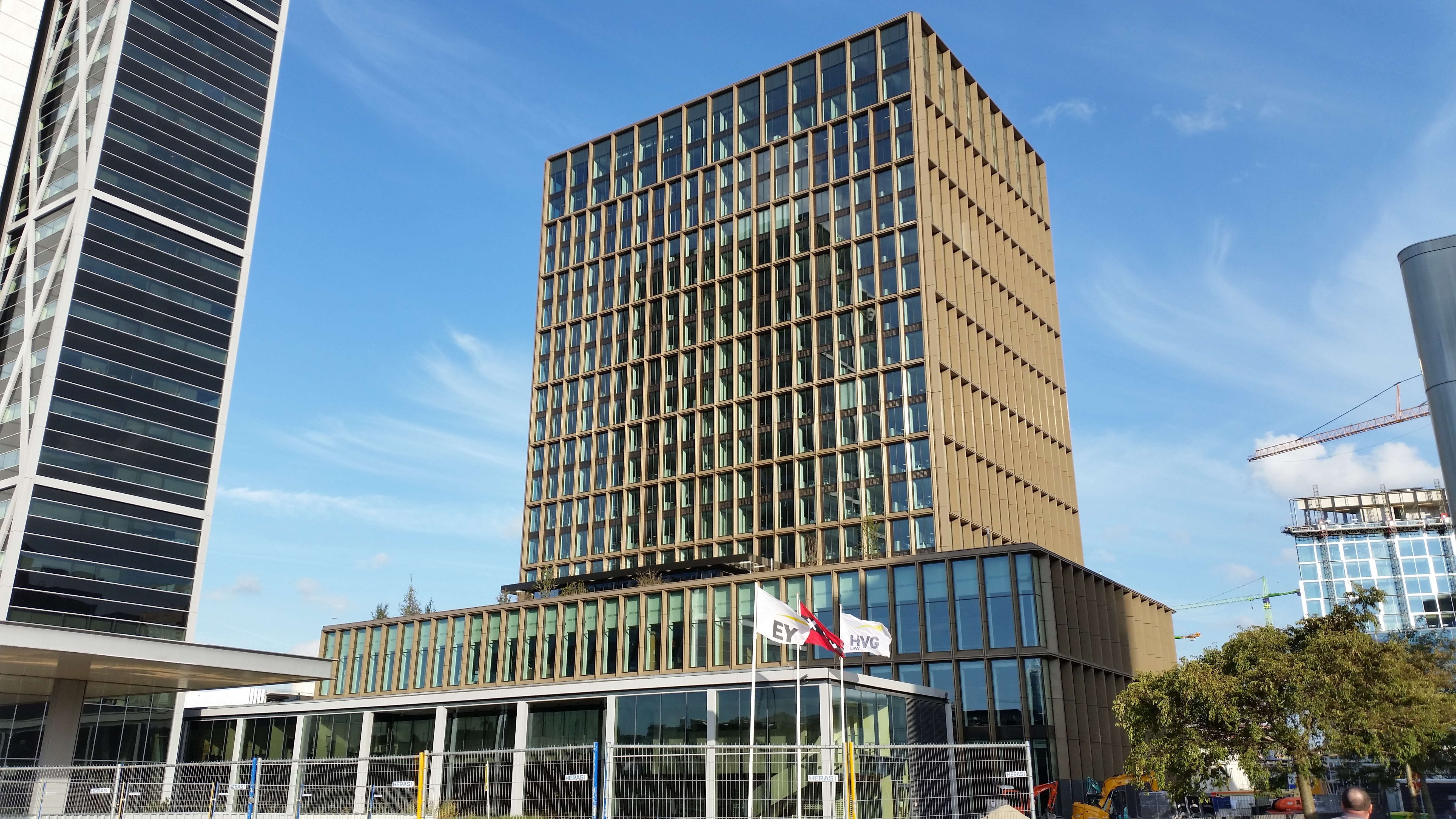
Gebäude der Europäischen Arzneimittelagentur seit 2019 in Amsterdam

- USA:  Eine der bekanntesten und ältesten Arzneimittelbehörden ist die Food and Drug Administration (FDA). Sie ist nicht nur für chemische und biologische Arzneimittel und Medizinprodukte, sondern auch für die Überwachung von Lebensmitteln zuständig. Die FDA hat in vielen Bereichen der Arzneimittelzulassung und Überwachung international Standards gesetzt.

- Europäische Union:  Arzneimittelbehörde im hoheitlichen Sinn ist in der EU die Europäische Kommission. Diese erteilt die Arzneimittelzulassung im zentralisierten Verfahren. Viele andere Aufgaben liegen ausschließlich bei den Mitgliedsstaaten. Fachlich ist der Bereich Arzneimittel innerhalb der EU-Kommission bei der Generaldirektion Gesundheit und Verbraucher angesiedelt. Oft wird die Europäische Arzneimittelagentur als Arzneimittelbehörde angesehen, streng genommen ist sie aber eine koordinierende Agentur. Die mit Mitarbeitern nationaler Behörden besetzten Ausschüsse der Europäischen Arzneimittelagentur erstellen Gutachten, die die EU-Kommission bei ihrer Entscheidung heranzieht. Die Europäische Arzneimittelagentur stellt auch verschiedene zentrale Dienste wie zum Beispiel die EudraVigilance-Datenbank zur Verfügung. Auf europäischer Ebene arbeiten die nationalen Arzneimittelbehörden der EU-Mitgliedsstaaten als „Heads of Medicines Agencies“ zusammen.

- Europarat:  Auf einer ganz anderen Ebene tätig ist die Europäische Direktion für die Qualität von Medikamenten (EDQM). Sie gibt das Europäische Arzneibuch heraus und spielt eine wichtige Rolle bei der Herstellungsüberwachung. Unter anderem stellt die EDQM Konformitätsbescheinigungen (CEPs) für die Herstellung von Arzneistoffen und pharmazeutischen Hilfsstoffen entsprechend dem Europäischen Arzneibuch aus.

- Deutschland:  Durch die föderale Struktur sind in Deutschland eine Reihe von Behörden zuständig für die Arzneimittelüberwachung. Ursprünglich waren ausschließlich Behörden der Länder zuständig für die Anmeldung und Überwachung von Arzneimitteln. Diese in der ZLG zusammenarbeitenden Behörden überwachen heute vor Ort die Arzneimittelherstellung sowie laufende klinische Studien. Zentrale Aufgaben werden nach dem deutschen Arzneimittelgesetz von verschiedenen Bundesoberbehörden übernommen: So ist das Bundesinstitut für Arzneimittel und Medizinprodukte (BfArM) in Bonn zuständig für die Zulassung und Überwachung von niedermolekularen und biotechnologisch hergestellte Arzneimitteln sowie Medizinprodukten; das Paul-Ehrlich-Institut (PEI) in Langen ist zuständig für biologische Arzneimittel wie Impfstoffe, Arzneimittel für neuartige Therapien (Gentherapien, Zelltherapien) und Blut- und Gewebezubereitungen; das Bundesamt für Verbraucherschutz und Lebensmittelsicherheit (BVL) in Berlin ist zuständig für die Zulassung und Überwachung von Tierarzneimitteln.

- Österreich:  In Österreich ist die Medizinmarktaufsicht, ein Geschäftsbereich der Österreichischen Agentur für Gesundheit und Ernährungssicherheit GmbH (AGES) zuständig für verschiedene Aufgaben wie die Zulassung und Herstellungsüberwachung. Rechtlich ist der 2006 unter dem Namen AGES-PharmMed gegründete Geschäftsbereich ein Unternehmen im Auftrage der Republik Österreich. Manche hoheitlichen Aufgaben werden vom ebenfalls neugebildeten Bundesamt für Sicherheit im Gesundheitswesen (BASG) wahrgenommen. Die Medizinmarktaufsicht und das Bundesamt haben ihre Aufgaben vom Bundesministerium für Gesundheit, Familie und Jugend übernommen.

- Schweiz:  In der Schweiz ist seit 2002 die Swissmedic, eine öffentlich-rechtliche Anstalt des Bundes mit Sitz in Bern, die Überwachungsbehörde für Arzneimittel, Medizinprodukte und Tierarzneimittel. Swissmedic ist dem Eidgenössischen Departement des Innern angegliedert.

## Tabellarische Liste von Arzneimittelbehörden
| Land                   | Behörde | Behördenname auf Englisch | Website                               |
| ---------------------- | --- | --- | ------------------------------------- |
| Ägypten                | المجلس الأعلى للدواء المصرى | Egyptian Drug Authority (EDA)                                                                                                | norcb.gov.eg/?page_id=1360            |
| Argentinien            | Administración Nacional de Medicamentos, Alimentos y Tecnología Médica (ANMAT)                                                                         | National Administration of Drugs, Foods and Medical Devices                                                                  | www.argentina.gob.ar/anmat            |
| Armenien               | Դեղերի և բժշկական տեխնոլոգիաների փորձագիտական կենտրոնը                                                                                                 | Scientific Center of Drug and Medical Technologies Expertise (SCDMTE)                                                        | www.pharm.am                          |
| Australien             | Therapeutic Goods Administration (TGA) | - | www.tga.gov.au                        |
| Australien             | Australian Pesticides and Veterinary Medicines Authority (APVMA)                                                                                       | - | apvma.gov.au                          |
| Aserbaidschan          | Azərbaycan Respublikası Səhiyyə Nazirliyi, Analitik Ekspertiza Mərkəzi                                                                                 | Azerbaijan Ministry of Health, Analytical Expertise Center                                                                   | www.sehiyye.gov.az/ www.pharma.az/    |
| Belgien                | Agence Fédérale des Médicaments et des Produits de Santé (AFMPS) / Federaal Agentschap voor Geneesmiddelen en Gezondheidsproducten (FAGG)              | Federal Agency for Medicines and Health Products (FAMHP)                                                                     | www.afmps.be                          |
| Brasilien              | Agência Nacional de Vigilância Sanitária (ANVISA) | Brazilian Health Regulatory Agency                                                                                           | www.gov.br/anvisa                     |
| Bulgarien              | Изпълнителна агенция по лекарствата | Bulgarian Drug Agency | www.bda.bg                            |
| Bulgarien              | Българска Агенция по Безопасност на Храните, Ветеринарномедицински продукти                                                                            | Bulgarian Food Safety Agency, Veterinary medicinal products                                                                  | www.babh.government.bg                |
| Volksrepublik China    | 国家药品监督管理局 (chinesisch) | National Medical Products Administration (NMPA)                                                                              | www.nmpa.gov.cn                       |
| Deutschland            | Bundesinstitut für Arzneimittel und Medizinprodukte (BfArM)                                                                                            | Federal Institute for Drugs and Medical Devices                                                                              | www.bfarm.de                          |
| Deutschland            | Paul-Ehrlich-Institut (PEI) | Federal Institute for Vaccines and Biomedicines                                                                              | www.pei.de                            |
| Deutschland            | Bundesamt für Verbraucherschutz und Lebensmittelsicherheit (BVL)                                                                                       | Federal Office of Consumer Protection and Food Safety                                                                        | www.bvl.bund.de                       |
| Dänemark               | Lægemiddelstyrelsen | Danish Medicines Agency | laegemiddelstyrelsen.dk               |
| Estland                | Ravimiamet | State Agency of Medicines | ravimiamet.ee                         |
| Finnland               | Lääkealan turvallisuus- ja kehittämiskeskus | Finnish Medicines Agency (fimea)                                                                                             | www.fimea.fi                          |
| Frankreich             | Agence nationale de sécurité du médicament et des produits de santé (ANSM)                                                                             | French National Agency for Medicines and Health Products Safety                                                              | ansm.sante.fr                         |
| Frankreich             | Agence Nationale du Médicament Vétérinaire (ANMV) / Agence nationale de sécurité sanitaire de l’alimentation, de l’environnement et du travail (Anses) | The French Agency for Veterinary Medicinal Products / French Agency for Food, Environmental and Occupational Health & Safety | www.anses.fr                          |
| Griechenland           | Εθνικός Οργανισμός Φαρμάκων (ΕΟΦ) | National Organization for Medicines                                                                                          | www.eof.gr                            |
| Indien                 | Central Drugs Standard Control Organization (CDSCO) | - | cdsco.gov.in                          |
| Indonesien             | Badan Pengawas Obat dan Makanan (Badan POM) | National Agency of Drug and Food Control (NA-DFC)                                                                            | www.pom.go.id                         |
| Iran                   | | Iran’s Food and Drug Administration (IFDA)                                                                                   | www.fda.gov.ir                        |
| Irland                 | An tÚdarás Rialála Táirgá Sláinte | Health Products Regulatory Authority (HPRA)                                                                                  | www.hpra.ie                           |
| Irland                 | Roinn Talmaíochta, Bia agus Mara | Department of Agriculture, Food and the Marine                                                                               | www.agriculture.gov.ie                |
| Island                 | Lyfjastofnun | Icelandic Medicines Agency (IMA)                                                                                             | www.ima.is                            |
| Israel                 | | Ministry of Health - Pharmaceutical Division                                                                                 | www.health.gov.il                     |
| Italien                | Agenzia Italiana del Farmaco (AIFA) | Italian Medicines Agency | www.aifa.gov.it                       |
| Italien                | Istituto Superiore di Sanità (ISS) | National Institute of Health                                                                                                 | www.iss.it                            |
| Italien                | Ministero della Salute, Direzione Generale della Sanità Animale e dei Farmaci Veterinari (DGSAF)                                                       | Ministry of Health, Directorate-General for animal health and veterinary medicinal products                                  | www.salute.gov.it                     |
| Japan                  | (独立行政法人)医薬品医療機器総合機構, (dokuritsu gyōsei hōjin) iyakuhin iryōkiki sōgō kikō                                                             | Pharmaceuticals and Medical Devices Agency (PMDA)                                                                            | www.pmda.go.jp                        |
| Kanada                 | Health Canada (HC) / Santé Canada (SC) | - | www.canada.ca/health-canada           |
| Kasachstan             | Дәрілік заттар мен медициналық бұйымдарды сараптау ұлттық орталығы                                                                                     | National Center for Expertise of Medicines and Medical Devices                                                               | www.ndda.kz                           |
| Kroatien               | Agencija za lijekove i medicinske proizvode (HALMED)                                                                                                   | Agency for Medicinal Products and Medical Devices of Croatia                                                                 | www.halmed.hr                         |
| Kroatien               | Ministarstvo poljoprivrede, Uprava za Veterinarstvo i sigurnost hrane                                                                                  | Ministry of Agriculture, Veterinary and food safety directorate                                                              | www.veterinarstvo.hr                  |
| Kuba                   | Centro para el Control Estatal de Medicamentos, Equipos y Dispositivos Médicos (CECMED)                                                                | Center for State Control of Drugs, Equipment and Medical Devices                                                             | www.cecmed.cu                         |
| Lettland               | Zāļu valsts aģentūra (ZVA) | State Agency of Medicines of Latvia                                                                                          | www.zva.gov.lv                        |
| Lettland               | Pārtikas un veterinārais dienests (PVD) | Food and Veterinary Service                                                                                                  | www.pvd.gov.lv                        |
| Liechtenstein          | Amt für Gesundheit/Abteilung Heilmittel | Office of Health/Dpt. of Pharmaceuticals                                                                                     | www.llv.li                            |
| Litauen                | Valstybinė vaistų kontrolės tarnyba | State Medicines Control Agency                                                                                               | www.vvkt.lt                           |
| Litauen                | Valstybinė maisto ir veterinaijos tarnyba; Nacionalinis maisto ir veterinarijos rizikos vertinimo institutas                                           | State Food and Veterinary Service; National Food and Veterinary Risk Assessment Institute                                    | vmvt.lt                               |
| Luxemburg              | Ministère de la Santé / Direction de la Santé | Ministry of Health | www.ms.etat.lu                        |
| Malaysia               | | National Pharmaceutical Regulatory Agency (NPRA)                                                                             | npra.gov.my                           |
| Malta                  | Malta Medicines Authority (MMA) | | www.medicinesauthority.gov.mt         |
| Malta                  | Veterinary Regulation Directorate | | agrifish.gov.mt                       |
| Mexiko                 | Comisión Federal para la Protección contra Riesgos Sanitarios (Cofepris)                                                                               | Federal Commission for the Protection against Sanitary Risk                                                                  | www.gob.mx/cofepris                   |
| Neuseeland             | New Zealand Medicines and Medical Devices Safety Authority (Medsafe)                                                                                   | - | www.medsafe.govt.nz                   |
| Niederlande            | College ter Beoordeling van Geneesmiddelen (CBG) | Medicines Evaluation Board (MEB)                                                                                             | www.cbg-meb.nl                        |
| Norwegen               | Statens legemiddelverk | Norwegian Medicines Agency (NOMA)                                                                                            | legemiddelverket.no                   |
| Österreich             | Agentur für Gesundheit und Ernährungssicherheit (AGES)                                                                                                 | Austrian Agency for Health and Food Safety                                                                                   | www.ages.at                           |
| Österreich             | Bundesamt für Sicherheit im Gesundheitswesen (BASG) | Austrian Federal Office for Safety in Health Care                                                                            | www.basg.gv.at                        |
| Philippinen            | | Food and Drug Administration Philippines                                                                                     | www.fda.gov.ph                        |
| Polen                  | Główny Inspektorat Farmaceutyczny | Chief Pharmaceutical Inspectorate                                                                                            | www.gif.gov.pl                        |
| Polen                  | Urząd Rejestracji Produktów Leczniczych, Wyrobów Medycznych i Produktów Biobójczych                                                                    | Office for Registration of Medicinal Products, Medical Devices and Biocidal Products                                         | urpl.gov.pl/pl                        |
| Portugal               | INFARMED – Autoridade Nacional do Medicamento e Produtos de Saúde, I.P.                                                                                | INFARMED – National Authority of Medicines and Health Products, IP                                                           | www.infarmed.pt                       |
| Portugal               | Direcção-Geral de Alimentação e Veterinária (DGAV) | Food and Veterinary Directorate General                                                                                      | www.dgav.pt                           |
| Rumänien               | Agenția Națională a Medicamentului și a Dispozitivelor Medicale (ANMDM)                                                                                | National Agency of Medicines and Medical Devices                                                                             | www.anm.ro                            |
| Rumänien               | Institutul pentru Controlul Produselor Biologice si Medicamentelor de Uz Veterinar (ICBMV)                                                             | Institute for Control of biological products and veterinary medicines                                                        | www.icbmv.ro                          |
| Russland               | Министерство здравоохранения Российской Федерации Федеральная служба по надзору в сфере здравоохранения (Росздравнадзор, Roszdravnadzor)               | Ministry of Health of Russian Federation Federal Service for Surveillance in Healthcare                                      | minzdrav.gov.ru roszdravnadzor.gov.ru |
| Saudi-Arabien          | الهيئة العامة للغذاء والدواء | Saudi Food and Drug Authority (SFDA)                                                                                         | www.sfda.gov.sa                       |
| Schweden               | Läkemedelsverket | Medical Products Agency | www.lakemedelsverket.se               |
| Schweiz                | Swissmedic | - | www.swissmedic.ch                     |
| Serbien                | Агенција за лекове и медицинска средства Србије (АЛИМС)                                                                                                | Medicines and Medical Devices Agency of Serbia (ALIMS)                                                                       | www.alims.gov.rs                      |
| Singapur               | Health Sciences Authority (HSA) Penguasa Sains Kesihatan (malaysisch) 卫生科学局 (chinesisch)                                                          | | www.hsa.gov.sg                        |
| Slowakei               | Štátny ústav pre kontrolu liečiv (ŠÚKL) | State Institute for Drug Control (SIDC)                                                                                      | www.sukl.sk                           |
| Slowakei               | Ústav štátnej kontroly veterinárnych biopreparátov a liečiv (ÚŠKVBL)                                                                                   | Institute for State Control of Veterinary Biologicals and Medicaments                                                        | www.uskvbl.sk                         |
| Slowenien              | Javna Agencija Republike Slovenije za zdravila in medicinske pripomočke (JAZMP)                                                                        | Agency for Medicinal Products and Medical Devices of the Republic of Slovenia                                                | www.jazmp.si                          |
| Spanien                | Agencia Española de Medicamentos y Productos Sanitarios (AEMPS)                                                                                        | Spanish Agency of Medicines and Medical Devices                                                                              | www.aemps.gob.es                      |
| Südafrika              | South African Health Products Regulatory Authority (SAHPRA)                                                                                            | - | www.sahpra.org.za                     |
| Südkorea               | | Ministry of Food and Drug Safety (MFDS)                                                                                      | www.mfds.go.kr                        |
| Tadschikistan          | | Ministry of Health and Social Protection of the Population of the Republic of Tajikistan                                     | moh.tj                                |
| Thailand               | | Food and Drug Administration (Thai FDA)                                                                                      | www.fda.moph.go.th                    |
| Tschechien             | Státní ústav pro kontrolu léčiv (SÚKL) | State Institute for Drug Control                                                                                             | www.sukl.cz                           |
| Tschechien             | Ústavu pro státní kontrolu veterinárních biopreparátů a léčiv (ÚSKVBL)                                                                                 | Institute for State Control of Veterinary Biologicals and Medicaments                                                        | www.uskvbl.cz                         |
| Türkei                 | Türkiye İlaç ve Tıbbi Cihaz Kurumu (TİTCK) | Turkish Medicines and Medical Devices Agency (TMMDA)                                                                         | www.titck.gov.tr                      |
| Ukraine                | Державна служба України з лікарських засобів та контролю за наркотиками                                                                                | State Service of Ukraine on Medicines and Drugs Control (SMDC)                                                               | www.dls.gov.ua                        |
| Ungarn                 | Országos Gyógyszerészeti és Élelmezés-egészségügyi Intézet (OGYÉI)                                                                                     | National Institute of Pharmacy and Nutrition                                                                                 | ogyei.gov.hu                          |
| Ungarn                 | Nemzeti Élelmiszerlánc-biztonsági Hivatal (NÉBIH) | National Food Chain Safety Office, Directorate of Veterinary Medicinal Products                                              | www.nebih.gov.hu                      |
| Vereinigtes Königreich | Medicines and Healthcare products Regulatory Agency (MHRA)                                                                                             | - | www.gov.uk/...                        |
| Vereinigtes Königreich | Veterinary Medicines Directorate (VMD) | - | www.gov.uk/...                        |
| Vereinigte Staaten     | U.S. Food and Drug Administration (FDA) | - | www.fda.gov                           |
| Belarus                | Цэнтр экспертыз і выпрабаванняў у ахове здароўя | Center for Examinations and Tests in Health Service                                                                          | www.rceth.by                          |
| Zypern                 | Υπουργείο Υγείας, Φαρμακευτικές Υπηρεσίες | Ministry of Health, Pharmaceutical Services                                                                                  | www.moh.gov.cy                        |

## Stringent Regulatory Authorities
Das Konzept der Stringent Regulatory Authorities (deutsch „strenge Regulierungsbehörden“) oder SRA wurde vom WHO-Sekretariat und dem Global Fund to Fight AIDS, Tuberculosis and Malaria entwickelt, um für die Bevölkerung von Ländern mit wenig ressourcenstarken Regulierungsbehörden den Zugang zu Arzneimitteln zu erleichtern. Nicht-SRA-Arzneimittelbehörden sollen sich auf die Entscheidungen von SRA zu Qualität, Wirksamkeit und Sicherheit von Arzneimitteln verlassen und beziehen können, um die eigene nationale Zulassung zu beschleunigen.
Voraussetzung für die Bezeichnung als SRA sind gemäß der vorläufigen WHO-Definition eine Mitgliedschaft oder ein Beobachterstatus eines Landes im International Council for Harmonisation of Technical Requirements for Pharmaceuticals for Human Use (ICH) oder ein rechtsverbindliches Abkommen mit einem ICH-Mitglied über die gegenseitige Anerkennung der Zulassungsstandards. Dazu gehören folgende Länder:
- Österreich, Belgien, Bulgarien, Zypern, Tschechische Republik, Dänemark, Estland, Finnland, Frankreich, Deutschland, Griechenland, Ungarn, Irland, Italien, Japan, Lettland, Litauen, Luxemburg, Malta, Niederlande, Polen, Portugal, Rumänien, Slowakei, Slowenien, Spanien, Schweden, Vereinigtes Königreich, Vereinigte Staaten von Amerika (ICH-Mitglieder)
- Kanada, Schweiz (Beobachter)
- Australien, Norwegen, Island und Liechtenstein (Abkommen über gegenseitige Anerkennung)